# Виницьке
Виницьке — колишній хутір у Ворсівській сільській раді Малинського району Коростенської округи Української СРР.

## Населення
У 1926 році налічувалося 11 жителів, дворів — 2.

## Історія
Станом на 17 грудня 1926 року значився в підпорядкуванні Ворсівської сільської ради Малинського району.
Знятий з обліку населених пунктів до 1 жовтня 1941 року. Територія хутора увійшла до складу с. Ворсівка.